# جينو بارتلي
جينو بارتلي (بالإيطالية: Gino Bartali)‏ (مواليد 18 يوليو 1914 - الوفاة 5 مايو 2000) كان دراج إيطالي في صنف سباق الدراجات على الطريق.

## سباقات أو مراحل فاز بها
- طواف فرنسا
- طواف سويسرا
- طواف إيطاليا

## روابط خارجية
- جينو بارتلي على موقع IMDb (الإنجليزية)
- جينو بارتلي على موقع قاعدة بيانات الفيلم (الإنجليزية)
- جينو بارتلي على موقع كينوبويسك (الروسية)

- جينو بارتلي على موقع أرشيف الدراجات (الإنجليزية)
- جينو بارتلي على موقع إحصائيات الدراجات الإحترافية (الإنجليزية)
- جينو بارتلي على موقع CycleBase (الإنجليزية)